# Карл-Гайнц Фосвінкель
Карл-Гайнц Фосвінкель (нім. Karl-Heinz Voswinkel; 25 грудня 1915, Нойвід — 21 грудня 2012, Бремен) — німецький офіцер-підводник, капітан-лейтенант крігсмаріне.

## Біографія
9 жовтня 1937 року вступив на флот. З квітня 1941 року служив у 3-й флотилії форпостенботів. З 29 березня по 15 жовтня 1943 року пройшов курс підводника, 16—31 жовтня — курс позиціонування (радіовимірювання), 1-30 листопада — курс командира підводного човна. 28 грудня 1943 року направлений на будівництво підводного човна U-1273. З 16 лютого по 6 липня 1944 року — командир U-1273. У липні 1944 року направлений на вивчення підводних човнів типу XXI і будівництво U-3509. З 29 січня 1945 року — командир U-3509. 15 березня 1945 року переданий у розпорядження 5-ї флотилії, у квітні — командувача-адмірала Скагерраку. 8 травня 1945 року взятий у полон британськими військами.

## Звання
- Кандидат в офіцери (9 жовтня 1937)
- Морський кадет (28 червня 1938)
- Фенріх-цур-зее (1 квітня 1939)
- Оберфенріх-цур-зее (1 березня 1940)
- Лейтенант-цур-зее (1 травня 1940)
- Оберлейтенант-цур-зее (1 травня 1942)
- Капітан-лейтенант (1 березня 1945)

## Нагороди
- Залізний хрест
  - 2-го класу (1941)
  - 1-го класу (1943)
- Нагрудний знак мінних тральщиків (1942)